# Парк Харитоненків
Парк Харитоненків — ботанічна пам'ятка природи місцевого значення в Україні. Об'єкт природно-заповідного фонду Сумської області. Розташований в північно-східній частині смт Угроїди. 
Площа — 6,8 га. Статус надано рішенням Сумської обласної ради від 15.10.2010 р. 
Охроняється старий парк з липово-сосново-ялиновими насадженнями. Парк закладався коштами родини меценатів Харитоненків  на правому крутому схилі долини річки Рибиці.
Має особливу природоохоронну, наукову, естетичну, рекреаційну, пізнавальну, еколого-освітню виховну та історико-культурну цінність